# Quero (Duaderoc)
Quero (Kiru) ist ein osttimoresischer Ort im Suco Leolima (Verwaltungsamt Balibo, Gemeinde Bobonaro). Er liegt in einer Meereshöhe von 301 m im Südosten der Aldeia Duaderoc. Die Häuser des Dorfes reihen sich entlang einer Straße auf, die nach Osten zum Nachbardorf Semautleten und nach Südosten in den Ort Oetapo führt.
Nördlich erhebt sich der Foho Beuno (Lage) mit 464 m und südöstlich der relativ flach ansteigende Samoro (Lage) mit 341 m. Weiter westlich liegt der Samono, der höchste Berg des Sucos mit 707 m.